# Hainteny
Hainteny är en traditionell versform på Madagaskar. Ordet betyder i sig "ordkonst" på malagassiska, och det utgör önationens traditionella muntliga litteratur. Traditionellt sett är dikterna en sorts dialog mellan en man och en kvinna. Centralt i versformen är metaforer, som i vissa fall har en självständig existens som ordspråk eller idiom.
Hainteny började sammanställas aktivt av missionärer under 1800-talet, och kom att användas av Jean-Joseph Rabearivelo i dennes poesi.